# فريديريك فروبل
فريديريك فروبل (بالألمانية: Friedrich Fröbel)‏ (* 21 نيسان 1782 في أوبرفايسباخ و † 21 حزيران 1852 في شفاينا)هو مربِ ألماني اوجد فكرة روضة أطفال

## لمحة عن حياته
ولد في الريف الألماني بادبلانكنبيرج، وبدأ حياته العملية كمدرس في فرانكفورت، ثم زار العالم بستالوتزى في معهده في إيفردون وأمضى فترة كطالب ثم كمدرس في المعهد.
بعدها عاد لبلاده وافتتح مدرسة خاصة طبق فيها آراء بستالوتزى في التربية إلا أنه اضطر لإغلاقها لسوءحالته المادية، وكرس جهده بعدها في تأليف أشهر كتبه (تربية الإنسان).
تناول في كتابه قانون الوحدة الذي حاول من خلاله أن يفسر جميع مظاهر الوجود الحقيقي، فالإنسان من خلال اشتراكه واندماجه في شتى مظاهر الحياة حوله يحقق وحدة الذات، وهذه الذات في حالة نشاط دائم، نابع من الداخل، أطلق عليه فروبل النشاط الذاتي.
بعدها سافر مرة أخرى إلى سويسرا للتدريس هناك، ثم عاد إلى ألمانيا وفتح مدرسة للأطفال في بلاكنبرج أسماها - معهد تربية الطفال الصغار-
تأسيس رياض الأطفال
في النصف الثاني من القرن التاسع عشر أنشأ فريدريك فروبل أول روضة للأطفال في ألمانيا عام 1838 م، واختار لها هذا الاسم Kindergarten أي روضة الأطفال فكلمة Kinder وتعنى أطفال وكلمة Garten حديقة أو روضة، فروبل كان يرى ان الطفل كالنبات الذي ينمو والذي يحتاج إلى بستانى جيد (مربي جيد)
الفكرة الأساسية التي تقوم عليها رياض الأطفال برأيه هي مساعدة الطفل على أن يعبر عن نفسه، وبذلك يحدث النمو.
لكي نصل لذلك يقول: يجب أن نبدأ بميوله الطبيعية ونزعاته للعمل، والعمل المدرسي أساسه النشاط الذاتي، ولفت نظرنا إلى صور تعبير الطفل عن طبيعته أفضل ما تكون في الحركة أو الإشارة التعبيرية وفي الغناء وأخيرا في اللغة.
فاللغة عندما ينطق بها المعلم يجب أن يعبر بها الطفل لا بلغته الخاصة فحسب ولكن عن طريق الأغاني أو الحركات أو الصور أو تكوين الأشياء البسيطة المصنوعة من الورق والصلصال ونحوها.
الأسس التي تقوم عليها رياض الأطفال عند فروبل:
- جعل الطبيعة مجالا لتربية الطفل، لأنها ملائمة لنموه، وتعلمه القوانين التي تتحكم في الكائنات الحية، والتي ترجع جميعها إلى قانون واحد هو القانون الأبدي الذي يشير إلى وحدانية الله.
- تنمية الحواس التي هي أساس تنمية الطفل جسميا وعقليا وانفعاليا.
- مبدأ اللعب أمر ضروري للطفل لأن من خلاله يكون تنمية وتهذيب الحواس.
- العامل الخـُلقي عامة والديني خاصة أساس في تربية الطفل في سن ما قبل المدرسة.
- النشاط الذاتي والتلقائي للطفل يعتبر من أهم أركان التربية.
- التعاون اتجاه اجتماعي يجب الاهتمام به في هذه المرحلة، والعمل على تنمية صلة الطفل بأقرانه.
فلسفة فروبل التربوية
تقوم أفكاره على أسس فلسفية وسيكلوجية، ويتجلى فيها وبوضوح نشأته الدينية التي انعكست على أعماله ومؤلفاته، وأكد على الناحية الخـُلقية في التربية، واعتبار التربية في حد ذاتها خـُلقية لأنها تربط الطفل بالحياة، واهتم بالأغاني واللعب التي أطلق عليها اسم الهدايا، ولشدة اهتمامه باللعب قام بابتكار مجموعة من الألعاب تعرف ليومنا هذا بـ (هدايا فروبل).
التربية في رأيه ليست إعدادا لحياة في المستقبل، وليست الحياة التي يعمل الطفل على الاندماج فيها وهي حياة البالغين، ولكنها الحياة التي يراها من خلال ذاته في الأشياء المحيطة به، وعندما يندمج الطفل بكل قواه وبتلقائية كاملة في وحدة مع الحياة فإنه يحقق النمو، وهذا هو هدف التربية.
هدايا فروبل
هدايا فروبل (بالألمانية: Fröbelgaben ، بالإنجليزية: Froebel Gifts) هي عبارة عن مجموعة من المواد التعليمية تتخذ أشكال هندسية مختلفة كالمثلثات والمربعات.تتضمن اليوم هدايا فروبل على 11 هدية، خمسة منها ابتكرت من قبل فروبل. تزداد هذه الهدايا تعقيداً مع نمو الطفل.
الروضة أو رياض الأطفال أو الحضانة (بالألمانية: Kindergarten) مؤسسة تعليمية للأطفال قبل دخولهم المدرسة. يختلف عمر الالتحاق بالروضة باختلاف البلدان ففي أغلب الدول يطبق هذا النظام للأطفال ما دون سن السادسة وتحديدا بين عمر 3-5 سنوات. يرتكز هذا النظام على امرين، الأول تعريف الطفل بمجتمع أوسع من الذي تعود عليه واكسابه مهارات الاختلاط والثاني هو تعليم الطفل من خلال اللعب.

## روابط خارجية
- فريديريك فروبل على موقع الموسوعة البريطانية (الإنجليزية)
- فريديريك فروبل على موقع ميوزك برينز (الإنجليزية)